# ジェリー・ターカニアン
ジェリー・ターカニアン（Jerry Esther Tarkanian、1930年8月8日 - 2015年2月11日）は、アメリカ合衆国のバスケットボールの指導者。オハイオ州ユークリッド出身。アメリカ男子プロバスケットボールリーグNBAのサンアントニオ・スパーズをはじめ、ハイスクール、UNLVなどのカレッジと幅広くのチームでヘッドコーチを務め、NBA通算では、レギュラーシーズンでは20試合を指揮し、9勝11敗と振るわなかったが、全経歴では904試合を指揮し、706勝198敗の0.78の高勝率を残した。

## 経歴
ヘッドコーチキャリアの中では、UNLVが最も長く、14シーズン務め、509勝105敗の成績を残している。